# Santi Martino e Sebastiano degli Svizzeri
Santi Martino e Sebastiano degli Svizzeri ou Igreja dos Santos Martinho e Sebastião dos Suíços é um oratório no Vaticano construído pelo papa Pio V, em 1568, para servir como capela privada para a Pontifícia Guarda Suíça, cujos alojamentos estão localizados junto a Porta San Pellegrino, perto do Palácio Apostólico. Ela é considerada uma das igrejas nacionais da Suíça em Roma.
A capela está localizada no caminho percorrido diariamente pelos guardas, no caminho dos alojamentos até o Portone di Bronzo, e fica aberta dia e noite para eles. Batismos e matrimônios de membros da Guarda Suíça também podem ser celebrados ali com a permissão do padre da paróquia de Sant'Anna in Vaticano.

## História
A Guarda Suíça passou a servir o papa em Roma em 1506. O papa Pio V ordenou a construção da capela, estritamente reservada para eles, atrás do bastião de Nicolau V. A construção do edifício remonta ao ano de 1568 e foi dirigida pelo arquiteto Nanni di Baccio Bigio. A igreja foi dedicada a São Martinho de Tours e São Sebastião, ambos santos militares. São Martinho era um oficial no exército romano que se dedicou à vida asceta e monástica depois de sua conversão. São Sebastião foi nomeado capitão da Guarda Pretoriana dos imperadores Diocleciano e Maximiano, mas acabou martirizado por ser cristão.
Até a Paz de Vestfália (1648), os guardas suíços, que falavam alemão, se reuniam em Santa Maria della Pietà in Campo Santo Teutonico, onde havia um altar numa capela lateral reservado para eles. Entre 1657 e 1977, os guardas utilizaram também San Pellegrino in Vaticano para seus serviços religiosos.

## Exterior
A fachada clássica é composta por quatro grandes colunas dórica sustentamento um entablamento. A inscrição "PIUS V P.M.", mencionada por Forcella, desapareceu. O frontão, que não abarca todo o comprimento do telhado, está decorado com o brasão de Pio V. A porta é encimada por um pequeno frontão triangular coroado por uma grande vigia. Em 1999, o edifício foi ampliado.

## Interior
A capela estava decorada com afrescos de Giulio Mazzoni, um pupilo de Vasari. Eles foram renovados em 1727-8 por Carlo Roncelli e finalmente removidos para os Museus Vaticanos em 1967 por motivos conservacionais. O afresco sobre o altar é "Deus Pai", o da esquerda é "São Martinho" e o da direita, "São Sebastião". A peça-de-altar é uma "Anunciação da Virgem". Na parede direita, perto do altar, está uma "Crucificação de Jesus com São Pedro e São João Evangelista"; na esquerda, "Madona com o Menino e Santa Ana". Mazzoni colaborou com o artista de estuque Ferrante Moreschi, que realizou parte do estuque da Sala Regia em 1565.